# مارك شل
مارك شل (بالفرنسية: Marc Shell)‏ ولد عام 1947 في مونتريال، هو ناقد أدبي كندي. لديه اهتمامات في القومية والقرابة. وهو بمثابة أستاذ منافس في الأدب المقارن وأستاذ اللغة الانجليزية في جامعة هارفارد. تم اقتباس أكثر من خمسة من منشوراته ما يزيد عن 100 مرة لكل منها.

## تعليمه
درس شل في جامعة مكغيل وكلية الثالوث في كامبريدج، وحصل على شهادة البكالوريوس من جامعة ستانفورد وشهادة الدكتوراه من جامعة ييل. قبل هارفارد، قام بالتدريس في جامعة ولاية نيويورك (بوفالو) وجامعة ماساتشوسيس، كما أنه تلقى منحة ماك آرثر.

## النقد الاقتصادي الجديد
شل هو أحد الرائدين، جنباً إلى جنب مع الفيلسوف الفرنسي جان جوزيف غو وغيرهم، في حركة النقد الأدبي التي أطلق عليها اسم «النقد الاقتصادي الجديد». وتشمل مساهماته في دراسة العلاقات بين الاقتصادات اللغوية والادبية في العديد من الكتب ومنها:
1. اقتصاد الأدب: (منشورات جامعة جونز هوبكنز) 1978
2. المال واللغة والفكر: الاقتصادات الادبية والفلسفية من العصور الوسطى إلى العصر الحديث. (جامعة كاليفورنيا بيركلي) 1982.
3. الفن والمال: (منشورات جامعة شيكاغو) 1995.

وتشمل الأعمال المقبلة في هذا المجال ما يلي:
1. القلادة وأصل المال الأمريكي (منشورات جامعة إلينوي) 2013

.
1. اللوحة في سلة المهملات: أوتيس كاي وتعقيدات الفن (شيكاغو، قادمة).
2. نهاية القرابة: "الصاع بالصاع"، سفاح المحارم، وكمالية القرابة العالمية (جامعة ستانفورد) 1988.
3. أطفال الأرض: الأدب والسياسة والدولة (أوكسفورد 1993).
4. مرآة اليزابيث:  مع «مرآة الروح الخاطئة» (1544) كتبتها إليزابيث الأولى و «الرسالة الانجيلية التكريسية» و «الخاتمة» (1548) قام بكتابتهما جون بيل (نبراسكا 1995).

## تعدد اللغات
شل هو المؤسس المشارك لمعهد longfellow في جامعة هارفارد، والذي كرس لدراسة الآداب غير الإنجليزية الأمريكية، والكتب ذات الصلة حول الترجمة، والسياسة اللغوية والثنائية والتي تشمل:
1. مختارات متعددة اللغات من الأدب الأمريكي (2000)
2. بابل الأمريكية: آداب الولايات المتحدة من ابناكي إلى زوني (هارفارد) 2002.

## دراسات الإعاقة
تشمل كتب شل عن دراسات الإعاقة، الأعمال المتعلقة بالشلل والتأتأة
1. شلل الأطفال وتداعياته (هارفارد) 2005
2. التلعثم (هارفارد) 2006

## كندا والولايات المتحدة الأمريكية
تتضمن كتابات شل عن كندا والولايات المتحدة ما يلي:
- العلاقات الادبية الفرنسية-الكندية/الأمريكية (مركز الدراسات الفرنسية 1968 في كندا)
- غراند مانان أيلاند: أو تاريخ قصير عن أمريكا الشمالية (ام سي غيل-كوينز 2015 المقبلة)

## روابط خارجية
- صفحة مارك شل على موقع هارفارد